# Bitva o Bougainville

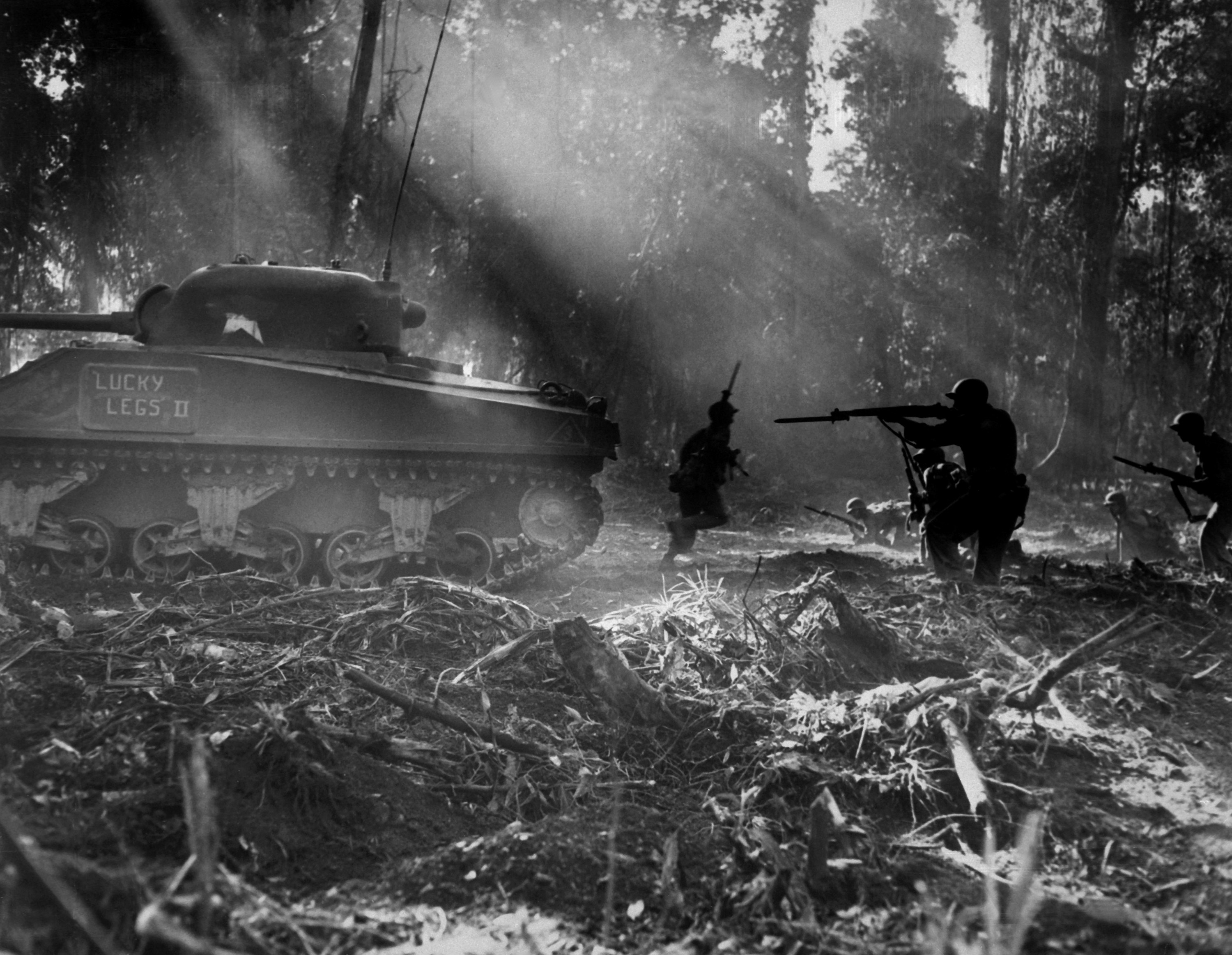
Američtí vojáci čistící ostrov (březen 1944)

Bitva o Bougainville (1943–1945) byla bitva o ostrov Bougainville mezi jednotkami západních Spojenců a císařským Japonskem, součást pozdní fáze operace Cartwheel. Snaha Spojenců získat zpět ostrov spadající pod správu Austrálie byla až sekundární účel operace, hlavním cílem bylo vybudovat zde vojenskou a leteckou základnu, která by neutralizovala japonské letiště na Rabaulu, poskytla námořnictvu a pozemním silám podporu v pronikání do přilehlého japonského teritoria a pomohla zablokovat přísun materiálu a posil na Novou Guineu a Šalomounovy ostrovy.
Bitvu zahájilo vylodění Spojenců 1. listopadu 1943 u mysu Torokina. Vzhledem k poměru sil nebyly šance Japonců na úspěšnou obranu nijak zvlášť reálné, fakticky bitvu rozhodly první dva dny bojů, zahrnující jednak úspěšné vylodění, jednak relativně malou, ale strategicky významnou bitvu v zátoce císařovny Augusty, v níž ztroskotal pokus japonského námořnictva o útok na vyloďovací prostor.
Bitva ovšem trvala dál, především v prostorách tropického pralesa, který pokrýval většinu ostrova a v němž nalezly útočiště zbytky japonské posádky, odříznuté od zásobování i posil. Japonské námořnictvo se ji ještě pokoušelo zásobovat pomocí tzv. Tokijských expresů, ovšem tuto taktiku opustilo po rozbití posledního z nich v bitvě u mysu svatého Jiří. Japonské síly na ostrově kapitulovaly 21. srpna 1945.